# Winfried Jansen

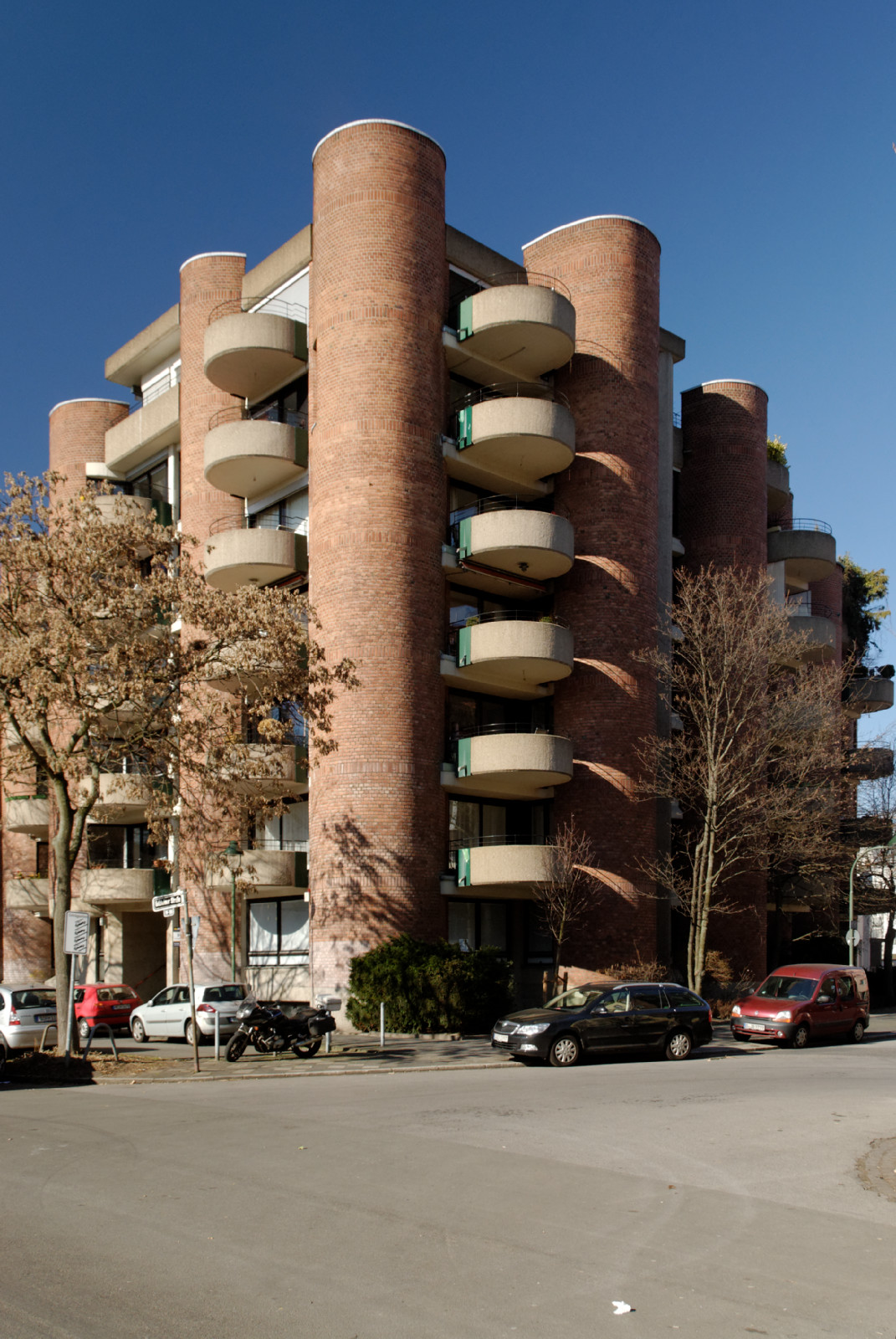
Von Jansen mitentworfenes Hochhaus Golzheimer Straße 120 in Düsseldorf

Winfried Jansen (* 2. Oktober 1935 in Duisburg; † 13. August 2024) war ein deutscher Architekt und Hochschullehrer.

## Werdegang
Nach einem Studium an der Werkkunstschule Krefeld studierte er an der Kunstakademie Düsseldorf und absolvierte sein Examen in Architektur. Er absolvierte ein Werklehrerexamen am Werkseminar Düsseldorf und arbeitete zunächst als Lehrer an der Städtischen Realschule Osterath und danach als freier Architekt. Winfried Jansen hatte einen Lehrauftrag an der Fachhochschule Düsseldorf für freies und gebundenes Zeichnen. Er erhielt eine Professur an der Technischen Hochschule Ostwestfalen-Lippe für freies und gebundenes Zeichnen, Grundlagen Entwurf.